# حارة الشعبة (صنعاء همدان)
حارة الشعبة هي إحدى حارات حي وسط ضلاع بضواحي صنعاء مديرية همدان، بلغ تعداد سكانها 170 نسمة حسب تعداد اليمن لعام 2004.